# جمهوری سیبری

ناحیه فدرالی سیبری
جغرافیای سیبری روسیه
محدوده سیبری بر اساس گسترده‌ترین تعریف و کاربرد تاریخی

جمهوری سیبری (انگلیسی: Siberian Republic)، ایده‌ای است که اعتقاد دارد سیبری باید یک جمهوری مستقل شود. استدلال جمهوری مستقل این است که سیبری دارای ۷۷ درصد از قلمرو روسیه (۱۳٫۱ میلیون کیلومتر مربع) و شامل ۴۰ میلیون نفر می شود. منطقه اقتصادی غرب سیبری دارای ذخایر نفت و گاز غنی است، اما مالیات به طور مستقیم به مسکو می رود. استدلال علیه خودمختاری سیبری این است که سیبری، کم‌جمعیت است و به فدراسیون روسیه نیاز دارد تا از تجاوز مهاجمان خارجی جلوگیری شود.